# Corio (Italië)
Corio is een gemeente in de Italiaanse provincie Turijn (regio Piëmont) en telt 3257 inwoners (31-12-2004). De oppervlakte bedraagt 41,4 km², de bevolkingsdichtheid is 79 inwoners per km².

## Demografie
Corio telt ongeveer 1466 huishoudens. Het aantal inwoners steeg in de periode 1991-2001 met 4,6% volgens cijfers uit de tienjaarlijkse volkstellingen van ISTAT.
| Jaar | Inwoneraantal |
| ---- | ------------- |
| 1991 | 3025          |
| 2001 | 3163          |

## Geografie
Corio grenst aan de volgende gemeenten: Locana, Sparone, Pratiglione, Forno Canavese, Coassolo Torinese, Rocca Canavese, Balangero, Mathi, Nole, Grosso.

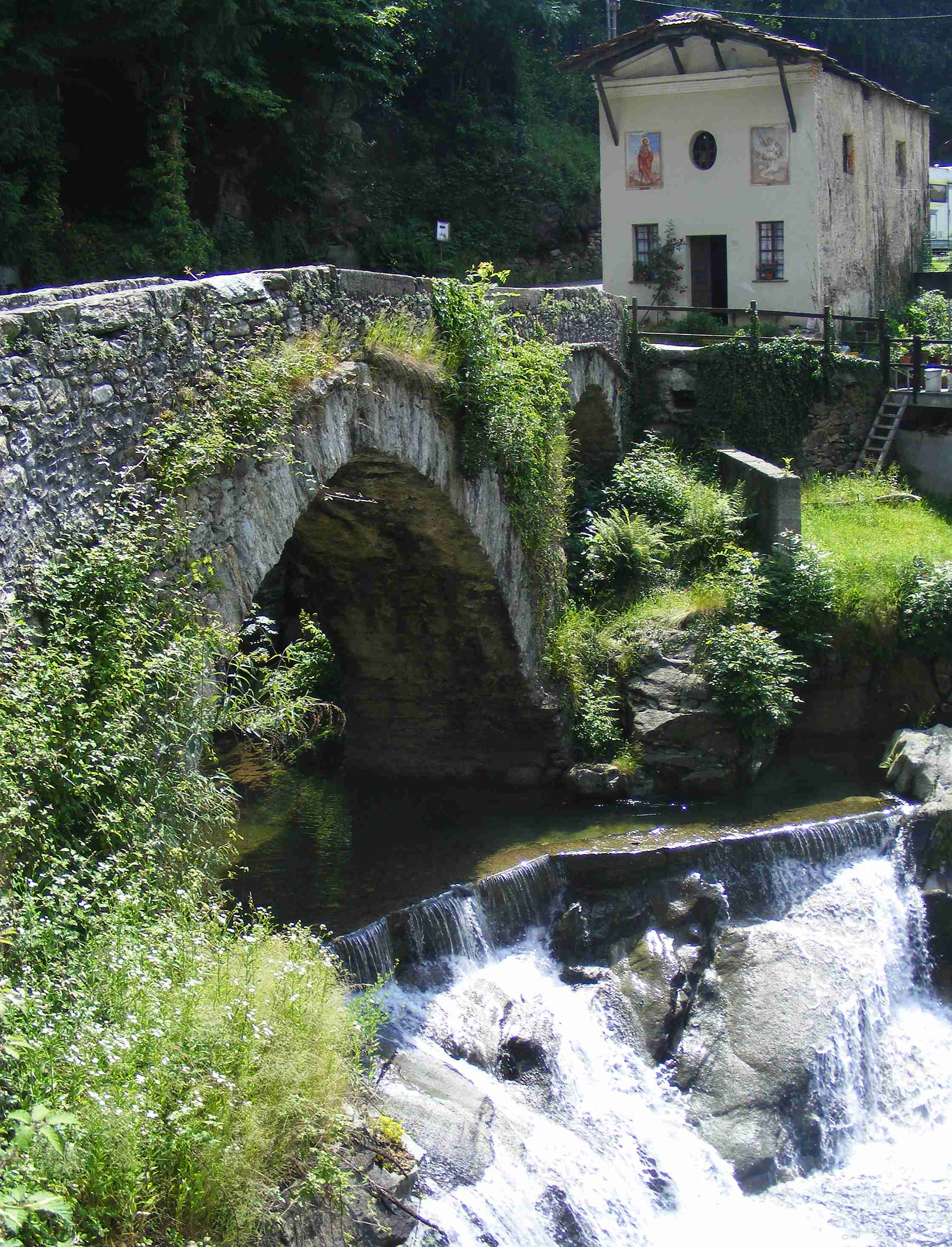
Brug

1. ↑  https://demo.istat.it/?l=it.